# Kisiel owsiany
Kisiel owsiany (biały kisiel) – potrawa przygotowywana z mąki owsianej lub płatków owsianych, przyrządzana na zakwasie chlebowym, opcjonalnie na rozczynie z drożdży. Jedna z tradycyjnych potraw na okres wielkiego postu lub Wigilię Bożego Narodzenia w kuchni rosyjskiej, litewskiej, Kresów Wschodnich. Pierwsze wzmianki o tej potrawie pochodzą z XII-XIII wieku. Pojawiła się znacznie wcześniej niż kisiel owocowy („kisiel czerwony”), który spopularyzował się na terenach rosyjskich pod koniec XIX lub na początku w XX wieku – wraz z rozprzestrzenieniem się uprawy ziemniaka.

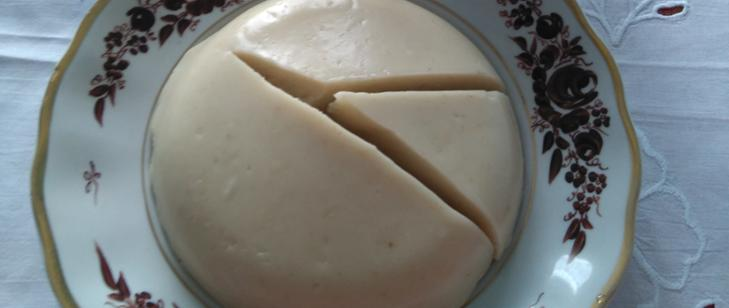
„Podlaski kisiel owsiany” wpisany na polską Listę produktów tradycyjnych

Kisiel owsiany można przyrządzić jedynie na mące lub płatkach owsianych zaparzonych wodą. Proces fermentacji można wspomóc kawałkiem chleba żytniego. Inny tradycyjny sposób polega na przygotowaniu rozczynu z drożdży. Konsystencja gotowej potrawy zależy od intencji kucharza – od rzadkiej polewki do gęstej leguminy, którą można kroić nożem. Kisiel o rzadkiej, płynnej postaci jest tożsamy ze staropolskim żurem.
Przyrządzenie na zakwasie nadaje kisielowi charakterystyczny kwaśny smak. Spożywany był na gorąco lub zimno. Zazwyczaj okraszany był masłem, olejem (np. lnianym) lub skwarkami z cebulą. Spożywano go z warzywami, jako dodatek do ziemniaków lub z chlebem. Rzadziej konsumowany był na słodko: z syropem, melasą, miodem. Kisiel o gęstej konsystencji dosładzano sytą (miodem z wodą), kwasem chlebowym lub zimnym mlekiem. Jako potrawa wigilijna przyrządzany był np. z mlekiem makowym lub polewany utartym i osłodzonym makiem albo sokiem żurawinowym.
Na Podlasiu kisiel owsiany podawany jest na zimno, w postaci mocno stężałej, najczęściej z dodatkiem oleju, na słodko (z dodatkiem cukru, miodu lub owocowych syropów) albo na słono (z dodatkiem pokrojonej w kostkę i przesmażonej cebuli). Mieszkańcy regionu spożywają go przede wszystkim podczas kolacji wigilijnej oraz podczas postu poprzedzającego Boże Narodzenie. 
Produkt o nazwie „kisiel z owsa (owsiany)” został wpisany 23 czerwca 2015 na polską Listę produktów tradycyjnych w kategorii „Gotowe dania i potrawy w województwie lubelskim”, a 28 kwietnia 2022 kolejny o  nazwie „podlaski kisiel owsiany” w kategorii „Gotowe dania i potrawy w województwie podlaskim”.